# Ben Alnwick
Benjamin Robert Alnwick (Prudhoe, 1º gennaio 1987) è un ex calciatore inglese, di ruolo portiere.

## Carriera

### Nazionale
Ha partecipato agli Europei Under-21 del 2007.